# ミッドランズ州
ミッドランズ州(ミッドランズしゅう、Midlands Province)は、ジンバブエの州。面積49,166km²、人口150万人（2002年）。州都はグウェル。グウェルはジンバブエ第3の都市であり、他にはクウェクウェなども大きな都市である。

## 住民
ジンバブエのほぼ中央に位置し、ショナ人、ンデベレ人、ツワナ人、チェワ人などさまざまな民族が住む。

## 下位行政区画
ミッドランズ州はグウェル、クウェクウェ、チルムハンズ、ゴクウェ、ムベレンガ、シュルグウィ、ズビシャバネの7地方からなる。